# Gerda Antti
Gerda Sofia Antti Ljungqvist (* 20. August 1929 in Övertorneå) ist eine schwedische Schriftstellerin.

## Leben
Antti wuchs mit vier Geschwistern im norrbottnischen Övertorneå auf. Sie debütierte 1961 mit der Gedichtsammlung Här och nu (deutsch: Hier und jetzt). Seitdem veröffentlichte sie mehrere Essays, Causerien, Novellen und Romane. Ihre Werke behandeln alltagsrealistisch das Leben der damaligen Landbevölkerung. Mit einer einfachen und ungezwungenen Sprache beschreibt und problematisiert sie Konflikte inner- und außerhalb des Familienkreises, zwischen Stadt und Land, Neuem und Altem. Im Vordergrund stehen auch Schilderungen über Menschen am Rande der Gesellschaft. Antti, bekannt für ihren Humor und ihre Satire, gehört zu den meistgelesenen schwedischen Schriftstellern.
Sie wird in eine Reihe mit den schwedischen Schriftstellerinnen Anna Maria Lenngren, Fredrika Bremer und Moa Martinson gestellt. Diese drei Schriftstellerinnen betonen ebenso den in unberechtigter Weise unterdrückten heroischen Charakter von Frauen.
Antti engagierte sich auch als Lokalpolitikerin für die Zentrumspartei und saß als Schöffe im Landgericht. Sie ist Vorsitzende des ethischen Rates der Einwanderungsbehörde (Migrationsverket). Mit einem Zeitungsartikel im Östgöta Correspondenten vom 23. Dezember 2009, in dem sie der Erweiterung des Rates durch einen Imam und die Forderung muslimischer Einwanderer nach einer Veränderung der schwedischen Gesellschaft als unangemessen in Frage stellte, löste Antti eine nationale Debatte aus.
Zurzeit lebt sie in Stockholm und Luleå.

## Werke
- Här och nu, 1961, Gedichtsammlung
- Kväll efter kväll, 1965, Novellensammlung
- Inte värre än vanligt, 1977, Novellensammlung
- Christer von Rosen, 1979
- Ett ögonblick i sänder, 1980, Roman
- Ich schaffe es schon (schwedisch: Jag reder mig nog), 1983, Roman, ISBN 978-335-300188-7
- Det ljuva livet, 1983, Causerie
- Hjärndöd?, 1985
- Det är mycket med det jordiska , 1987, Roman.
- Fjärrvärme, 1991, Roman
- Varav hjärtat är fullt, 1993, Causerie
- Bara lite roligt, 1994, Roman
- Dessa dagliga dagar, 1996, Causerie
- Romanerna om Ulla, 1997
- Romanerna om Astrid, 1997
- Livet skriver kapitel, 2001, Roman
- Ungjävlar, 2005, Novellensammlung
- Min man David, 2008, Roman

## Preise und Auszeichnungen
- Literaturpreis der Zeitung Svenska Dagbladet 1977
- Literaturpreis der Zeitschrift Vi 1980
- Palmaer-Preis 1988
- Literaturpreis des schwedischen Landwirtschaftsverbandes 1994
- Moa-Preis 2004
- Rolf-Wirtén-Kulturpreis 2006
- Ehrendoktor der Medizin der Universität Linköping 2008